# Manuel José Ribeiro
Manuel José Ribeiro (Vila das Aves, Santo Tirso, 28 de agosto de 1807 – Santo Tirso, 26 de março de 1893) foi o primeiro e único Conde de São Bento.

## Juventude
Filho de Domingos José Ribeiro e de Rosa Maria Martins, caseiros da Quinta de Poldrães, VIla das Aves, Manuel desde cedo viveu na pele a vida dura de trabalho da maior parte das crianças daquela época. Por isso, embarcou para o Brasil em 1818, com onze anos de idade, depois de receber alguma instrução elementar na escola de sua terra.
O navio porém foi assaltado por corsários perto da ilha da Madeira e o jovem só com muita dificuldade conseguiu regressar a Portugal.
Decidiu tentar de novo a sua sorte no ano seguinte. No entanto, não deixou de ser uma viagem atribulada, tendo o navio naufragado ao largo da ilha de Marajó. Manuel salva-se e finalmente chega ao Brasil, a Belém (Pará).
Ajudado pelo seu conterrâneo Manuel Luís de Paiva, tornou-se empregado da casa do comendador José Bento da Silva, o seu primeiro patrão.
Até 1832 andou à procura de fortuna por algumas cidades do Baixo Amazonas (Santarém e Alenquer), regressando a Santa Maria de Belém, onde se fixou na casa de José Pais de Sousa até 1837, ano em que se estabeleceu por conta própria.

## Ascensão
Viveu as frequentes perturbações políticas da época, aquando da independência do Brasil, e alista-se na guarda policial em 1822, prestando serviço na guarda nacional até 1867, ano em que se reformou.
Enquanto isso, tendo em conta o seu espírito empreendedor, teve muito sucesso e fez a sua fortuna.
Associa à sua casa comercial o seu sobrinho José Luís de Andrade, em 1866, a quem confia a gerência, aproveitando a oportunidade para fazer viagens de recreio e negócios a Inglaterra, França e Estados Unidos.
Em 1874, numa das suas visitas a Portugal, já com 67 anos, decide não voltar ao Brasil, instalando-se definitivamente na vila de Santo Tirso.

## "O Brasileiro"
Auxiliado pelo seu sobrinho José Luís de Andrade liquida a sua casa comercial no Brasil e transfere para Portugal a grande fortuna que possuía.
Regressado então do Brasil, filho da terra e com grande fortuna, Manuel tornou-se popular, respeitado e admirado na então vila de Santo Tirso, não só pela sua riqueza como também pela sua generosidade e benemerência.
Tinha o defeito de ser incapaz de administrar corretamente o seu dinheiro, distribuindo-o pelos mais necessitados. Comprazia-se em atender a todos, desde os que lhe pediam para uma escola até aos que lhe pediam para uma romaria ou festa.
Um ano depois do seu regresso, em 1875, era agraciado com a Comenda de Nossa Senhora da Conceição de Vila Viçosa.

## O Conde
Por Decreto-Lei de 20 de Janeiro de 1881 foi o Comendador Ribeiro agraciado com o título de Visconde de São Bento.
No principio de 1882 adquiriu o edifício, a casa e a quinta do Mosteiro de Santo Tirso.
As «Quintas do Mosteiro, de Dentro e de Fora» são hoje ocupadas pela Escola Agrícola Conde de São Bento, que Manuel, após as ter comprado, doou à Santa Casa da Misericórdia com o fim de ali instalar um Asilo Agrícola.
A 3 de Janeiro de 1886 foi inaugurado na vila o edifício para uma ampla escola de ambos os sexos mandada construir e mobilar pelo próprio, existindo e funcionando até aos dias de hoje.
Por Decreto de 6 de Maio de 1886 foi o Visconde de São Bento elevado a Conde.
Em 9 de Agosto de 1890 foi concedida ao Conde de São Bento a medalha de ouro de Instrução Nacional.
Manuel cedeu todo o terreno que hoje é ocupado pelo Parque D. Maria II (anteriormente tinha o nome de Praça Conde de São Bento). É nesta praça a poente que encontramos o edifício que o Conde mandou construir para o Hospital da Misericórdia e, como tal, serviu o concelho durante longos anos, tendo depois sido utilizado como liceu.
Os seus sentimentos filantrópicos levaram-no a dotar aquela vila com grandes benefícios e cedeu vastos terrenos das suas quintas à Câmara Municipal para abertura de novas ruas.
Custeou a construção do edifício do Club Thyrsense e mandou construir a Fábrica de Santo Thyrso, a primeira empresa industrial desta vila, garantindo trabalho para 40 operários tirsenses.
Por outro lado, teve também preocupações religiosas, tendo feito uma série de benefícios à Igreja de Santo Tirso e a várias igrejas paroquiais por todo o Minho (reconstruiu a igreja de Santiago da Carreira (Vila Nova de Famalicão) e a igreja matriz de Santiago dos Arcos; mandou construir as capelas de Santa Cristina, de Santiago de Bougado e de Nossa Senhora das Dores, na Trofa), bem como a reedificação da Capela do Senhor dos Passos.
Foi o sócio protetor de muitos estabelecimentos de beneficência, tais como o Grémio Literário Fayalense, o Hospital Maria Pia do Porto, a Real Sociedade Humanitária da mesma cidade; foi presidente honorário do Montepio Tirsense por diploma de 1 de Junho de 1890.

## Morte
No dia 26 de Março de 1893, às 10h15, faleceu, com 85 anos, na sua residência, uma casa de azulejos situada no Campo 29 de Março, atual Praça Conde de São Bento.
O Conde de São Bento repousa no jazigo que lhe foi mandado erigir por seu sobrinho e herdeiro José Luís de Andrade e que se acha colocado no centro do Cemitério Municipal de Santo Tirso, com o seu busto em mármore.

## Homenagem

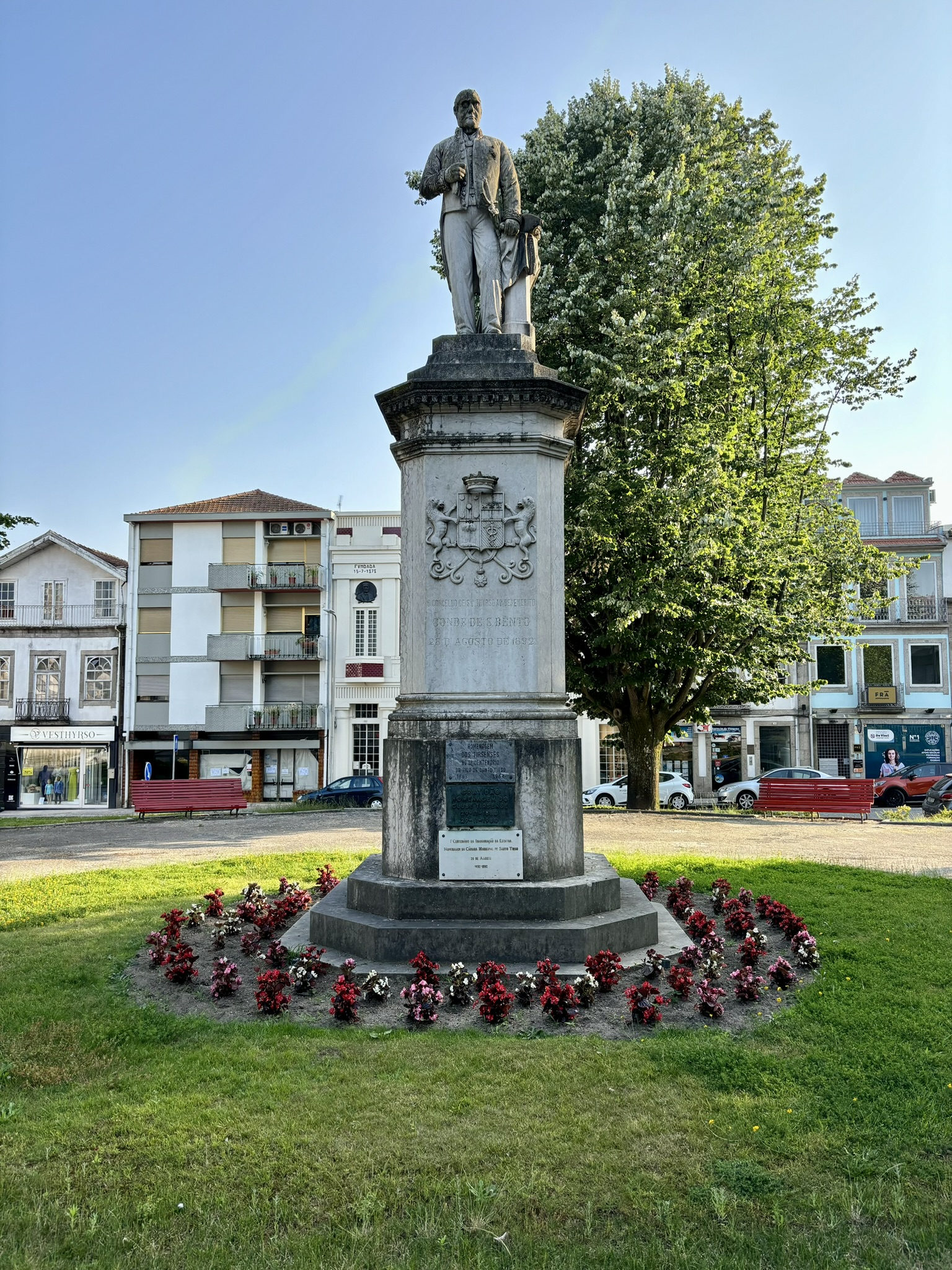
Estátua do Conde São Bento na respetiva praça em Santo Tirso. Inaugurada em 28 de agosto de 1892.

Manuel José Ribeiro tem um busto na fachada principal da escola primária que fundou. Este busto foi inaugurado a 3 de janeiro de 1889, aquando do terceiro aniversário da escola.
Possui também uma estátua em mármore e bronze, inaugurada a 28 de agosto de 1892, com a presença do próprio, no ano anterior ao seu falecimento. Localizava-se no Largo Coronel Baptista Coelho, em frente ao antigo hotel Cidenai, tendo depois sido deslocada para o antigo Campo 29 de Março, atual Praça Conde de São Bento, última residência de Manuel.
Atualmente vários serviços da cidade de Santo Tirso possuem o seu nome, a Escola Agrícola Conde de São Bento, o Hospital Conde de Sâo Bento (atualmente integrado no Centro Hospitalar do Médio Ave), e a escola primária Conde de São Bento.